# Wild Wild West
Wild Wild West è un film del 1999 diretto da Barry Sonnenfeld, ispirato alla serie televisiva Selvaggio west (The Wild Wild West) degli anni sessanta.
È una commedia comica che unisce la fantascienza steampunk, con incursioni alla Jules Verne, ad un'ambientazione storica western (fantawestern).

## Trama
Nel 1869, quattro anni dopo la fine della guerra di secessione americana il capitano dell'esercito americano James T. "Jim" West e il maresciallo americano Artemus Gordon vengono incaricati dal presidente Ulysses S. Grant di dare la caccia all'ex generale confederato "Bloodbath" McGrath, responsabile di un massacro a New Liberty e della sparizione di molti importanti scienziati americani.
I due si mettono sulle tracce anche del dottor Arliss Loveless, esperto ingegnere reduce della guerra, privo di gambe e ridotto su carrozzella, implicato nelle stragi compiute da McGrath. Infiltrandosi tra le strutture nemiche i due salvano una donna di nome Rita Escobar, a sua volta alla ricerca di uno degli scienziati rapiti.
Loveless tiene una dimostrazione della sua nuova arma, un prototipo di carro armato alimentato a vapore, utilizzando i soldati di McGrath come vittime del tiro al bersaglio. Accusando McGrath di "tradimento" per essersi arreso durante la guerra, gli spara uccidendolo. Annuncia anche di voler rapire il presidente Grant alla cerimonia della punta d'oro, mentre fugge lasciando i protagonisti in una trappola mortale.
West e Gordon si imbattono nella ferrovia privata di Loveless, che conduce al suo complesso industriale segreto a Spider Canyon, dove trovano l'arma definitiva di Loveless: un gigantesco ragno meccanico armato di cannoni alla nitroglicerina. Loveless usa il suo ragno per catturare Grant e Gordon durante la cerimonia mentre West viene colpito e lasciato per morto da una delle assistenti di Loveless. Quest'ultimo annuncia il suo piano per sciogliere gli Stati Uniti, dividendo il territorio tra Gran Bretagna, Francia, Spagna, Messico, i nativi americani e lo stesso Loveless. West, sopravvissuto, si traveste da danzatrice del ventre e distrae Loveless, permettendo a Gordon di liberare i prigionieri.
Loveless poi scappa sul suo mezzo, ma usando una macchina volante "Air Gordon", Gordon e West raggiungono nuovamente il ragno. West combatte gli scagnozzi di Loveless prima di affrontare lo stesso Loveless, che ora ha trasformato la sua carrozzina in gambe meccaniche. Mentre il ragno meccanico si avvicina a una scogliera, Loveless spara a West, ma invece colpisce il macchinario del ragno, fermandolo bruscamente sul bordo del canyon. Sia West che Loveless cadono dal ragno, ma West sopravvive afferrando una catena che penzola dal macchinario, mentre Loveless soccombe. 
West e Gordon raggiungono il Presidente, che li promuove agenti segreti del neonato United States Secret Service, e dice di aspettarli a Washington. I due guardano Rita con cupidigia, ma lei rivela di non essere la figlia, bensì la moglie, di uno degli scienziati rapiti. Il film si chiude con West e Gordon che si allontanano verso il tramonto, alla guida del gigantesco aracnide di ferro di Loveless.

## Produzione
Nel gennaio 1992 Variety riportò che la Warner Bros. stava progettando una versione cinematografica di Selvaggio west (The Wild, Wild West) diretta da Richard Donner, scritto da Shane Black interpretato da Mel Gibson come James West (Richard Donner aveva diretto tre episodi della serie originale). Tuttavia sia Gibson che Donner dovettero rinunciare a causa di impegni precedenti.
Il film venne infine distribuito nel 1999, per la regia di Barry Sonnenfeld, col titolo Wild Wild West (senza l'articolo determinativo utilizzato nel titolo della serie), introducendo sostanziali modifiche ai personaggi della serie, rivisitando James West come afro-americano interpretato da Will Smith, includendo – fino a un certo punto – alcuni dei problemi razziali che sicuramente avrebbe reso difficile a uomo di colore essere uno sceriffo o un agente segreto degli Stati Uniti nel XIX secolo.
Al personaggio del dottor Loveless, interpretato da Kenneth Branagh, furono apportate modifiche significative: da nano (nella versione televisiva) egli diventa un mutilato senza gambe. Kevin Kline impersona Artemus Gordon, un personaggio piuttosto simile alla versione originale interpretata da Ross Martin, tranne che per un'accesa rivalità con James West. Il film rappresenta infatti West e Gordon come rivali in costante competizione (quasi al punto di una reciproca antipatia e diffidenza l'uno verso l'altro), mentre nella serie televisiva West e Gordon godevano di una stretta amicizia e fiducia reciproca.
Le sequenze su entrambi gli interni dei treni di Gordon Artemus e Dr. Loveless sono state girate sui set della Warner Bros. Gli esterni dei treni sono stati girati in Idaho. Gran parte del selvaggio West è stato girato in giro per Santa Fe, Nuovo Messico, in particolare nel set cinematografico a tema western di Cook Movie Ranch, oggi noto come Cerro Pelon Ranch. Will Smith rifiutò di interpretare Neo in Matrix per girare questo film, e in seguito dichiarò che fu la peggiore decisione della sua carriera.

## Colonna sonora
Le principali colonne sonore del film sono state due: Wild Wild West cantata dal cantante statunitense Will Smith collaborando con il gruppo musicale Dru Hill, e Bailamos cantata dal cantante pop spagnolo Enrique Iglesias, che hanno riscosso un discreto successo.

## Accoglienza
Con il 16% di recensioni positive su Rotten Tomatoes, Wild Wild West è stato accolto negativamente dalla critica.

 Il film ha incassato 222104681 $ in tutto il mondo a fronte di un budget di $ 170 milioni.

## Riconoscimenti
- ALMA Awards
  - 2000: candidatura - Miglior attrice in un film a Salma Hayek
- ASCAP Film and Television Music Awards
  - 2000: Vinto - Maggiori guadagni al botteghino
  - 2000: Vinto - Maggior numero di canzoni di un cantante in un film a Stevie Wonder
- Blockbuster Entertainment Awards
  - 2000: Vinto - Attrice non protagonista preferita in un film d'azione a Salma Hayek
  - 2000: candidatura - Team preferito a Kevin Kline e Will Smith
  - 2000: candidatura - Cattivo preferito a Kenneth Branagh
  - 2000: candidatura - Canzone preferita di Enrique Iglesias
  - 2000: candidatura - Canzone preferita di Will Smith
- Kids' Choice Awards
  - 2000: Vinto - Miglior canzone di Will Smith
  - 2000: candidatura - Miglior attore a Will Smith
- Razzie Awards
  - 2000: Vinto - Peggior film
  - 2000: Vinto - Peggior regista a Barry Sonnenfeld
  - 2000: Vinto - Peggior coppia a Kevin Kline e Will Smith
  - 2000: Vinto - Peggior sceneggiatura
  - 2000: Vinto - Peggior canzone originale di Stevie Wonder e Will Smith
  - 2000: candidatura - Peggior attore a Kevin Kline
  - 2000: candidatura - Peggior attore non protagonista a Kenneth Branagh
  - 2000: candidatura - Peggior attrice non protagonista a Salma Hayek
  - 2000: candidatura - Peggior attrice non protagonista a Kevin Kline (come prostituta)